# 佛教和印度教
佛教和印度教，在古印度文化中有共同的起源。佛教在西元前500年左右的“第二次城市化”期間出現在印度北部的恆河東部文化中。印度教從古代吠陀宗教發展而來；隨著時間的推移，採用了其他印度傳統的許多實踐和思想（在所謂的印度教綜合中）。這兩種宗教有許多共同的信仰和實踐，但也存在明顯的差異，引發了很多爭論。
兩種宗教都相信業力和輪迴轉世，他們都接受從輪迴中解脫（涅槃）的想法，並且他們都促進類似的宗教實踐（如禪定、咒語和奉獻）和道德(不傷害。其他重要的共同道德原則包括不執著和真實性）。這兩種宗教也有許多共同的神靈（儘管對它們的本質有不同的理解），包括辯才天女、大黑天、因陀羅、象鼻天、毗濕奴和梵天。
然而，佛教明顯拒絕基本的印度教教義，如我（物質的自我或靈魂）、梵（萬物的普遍永恆來源）和造物主（大自在天）的存在；相反地，佛教教導無常和緣起作為基本的形而上學理論。佛教也拒絕吠陀（和其他印度教文本）的聖典權威，並拒絕吠陀關於儀式、種姓和祭祀的教義以及婆羅門的特權地位。